# 극장판 도라에몽: 진구의 지구 교향곡
《극장판 도라에몽: 진구의 지구 교향곡》(일본어: 映画ドラえもん のび太の地球交響楽)은 도라에몽 극장판 43번째 작품이다. 일본에서는 2024년 3월 1일에 개봉되었고, 대한민국에서는 2024년 7월 10일에 개봉되었다.

## 등장인물

### 주역
- 도라에몽 - 미즈타 와사비 / 윤아영
- 노비 노비타 / 노진구 - 오오하라 메구미 / 김정아
- 미나모토 시즈카 / 신이슬 - 카카즈 유미 / 조현정
- 호네카와 스네오 / 왕비실 - 세키 토모카즈 / 이현주
- 쟈이안 / 만퉁퉁 - 키무라 스바루 / 최낙윤
- 미나 - 요시네 쿄코 / 김다빈
- 미카 - 히라노 리아나 / 장채연
- 챠펙 - 키쿠치 코코로 / 김서현
- 타키렌 - 쵸 / 신우철
- 모첼 - 타무라 무츠미 / 김진아
- 벤토 - 킷카와 코지 / 김태환
- 파로파로 - 유우키 아오이 / 이동윤
- 와크너 - 이시마루 칸지 / 장태혁
- 노이즈
- 미카의 여동생 - 요시네 쿄코 / ?
- 크로마뇽인 소년 - ? / ?
- 핫토리 / 하 선생님 - 유우키 아오이 / 양은한

## 평가
뭉클한 음악 애니메이션의 향연
<도라에몽> 극장판 43번째 작품. 원작자 후지코 F. 후지오 탄생 90주년을 기념하는 작품답게 대작다운 면모를 보여준다. 특히 이번 극장판은 음악 애니메이션에 방점을 찍는다. 진구와 친구들이 음악으로 지구를 구하는 스토리에 베토벤, 모차르트 등 음악의 거장들이 캐릭터로 등장하고 음악과 관련한 설정들이 기존 <도라에몽> 극장판과 다른 새로운 즐거움을 불러온다. 음악을 표현한 기발한 상상력과 영화에 나오는 음악 역시 더할 나위 없이 조화롭다.

정유미 (영화 저널리스트) | ★★★☆

지난 세월동안 한 번도 사용되지 않았던 '음악'이라는 소재를 사용하여 신선하다는 평가를 받았으며, 전개 또한 기존의 도라에몽의 클리셰에서 벗어났으며, 메인 빌런도 나오지 않아 색다름을 선사한다.

## 같이 보기
- 도라에몽의 영화 작품